# Puente Calabazas
Puente Calabazas är en ort i Mexiko.   Den ligger i kommunen Mexicali och delstaten Baja California, i den nordvästra delen av landet, 2 100 km nordväst om huvudstaden Mexico City. Puente Calabazas ligger 31 meter över havet och antalet invånare är 273.
Terrängen runt Puente Calabazas är mycket platt. Runt Puente Calabazas är det ganska tätbefolkat, med 83 invånare per kvadratkilometer. Närmaste större samhälle är San Luis Río Colorado, 17,2 km söder om Puente Calabazas. Trakten runt Puente Calabazas består till största delen av jordbruksmark.